# Wiceprezydenci Seszeli
Wiceprezydenci Seszeli – chronologiczna lista wiceprezydentów Seszeli, osób zajmujących drugie w kolejności najważniejsze stanowisko na Seszelach, będące władzą wykonawczą (wiceprezydent wchodzi w skład rządu).

## Lista wiceprezydentów Seszeli
| # | Zdjęcie | Imię i nazwisko            | od                   | do                     | Partia polityczna                               | Prezydent          |
| - | ------- | -------------------------- | -------------------- | ---------------------- | ----------------------------------------------- | ------------------ |
| 1 |         | James Michel (ur. 1944)    | sierpnia 1996        | 14 kwietnia 2004       | Ludowy Front Postępowy                          | France-Albert René |
| 2 |         | Joseph Belmont (ur. 1947)  | 16 kwietnia 2004     | 30 czerwca 2010        | Ludowy Front Postępowy (do 2009), Partia Ludowa | James Michel       |
| 3 |         | Danny Faure (ur. 1962)     | 1 lipca 2010         | 16 października 2016   | Partia Ludowa                                   | James Michel       |
| 4 |         | Vincent Meriton (ur. 1959) | 28 października 2016 | 27 października 2020   | Partia Ludowa                                   | Danny Faure        |
| 5 |         | Ahmed Afif (ur. 1967)      | 27 października 2020 | obecnie sprawuje urząd | Demokratyczny Sojusz Seszeli                    | Wavel Ramkalawan   |